# Proasellus infirmus
Proasellus infirmus là một loài chân đều trong họ Asellidae. Loài này được Birstein miêu tả khoa học năm 1936.